# Droga N994 (Holandia)
Droga prowincjonalna N994 (nid. Provinciale weg 994) – droga prowincjonalna w Holandii, w prowincji Groningen. Łączy miasto Bedum ze wsią Zuidwolde. Na północ od Zuidwolde N995 krzyżuje się z drogą prowincjonalną N46 za pomocą węzła drogowego. Na odcinku Bedum - Ellerhuizen biegnie wzdłuż kanału Boterdiep.
N994 to droga jednopasmowa o maksymalnej dopuszczalnej prędkości 80 km/h, która nosi nazwę Groningererweg.